# Arial Unicode MS
Arial Unicode MS är ett Truetype-typsnitt (teckensnitt) från Microsoft som täcker stora delar av Unicode-uppsättningen (cirka 50 000 glyfer).